# Aérodrome de Saint-Jean-en-Royans
 (avril 2025).
Si vous disposez d'ouvrages ou d'articles de référence ou si vous connaissez des sites web de qualité traitant du thème abordé ici, merci de compléter l'article en donnant les références utiles à sa vérifiabilité et en les liant à la section « Notes et références ».
L'aérodrome de Saint-Jean-en-Royans (code OACI : LFKE) est un aérodrome du département de la Drôme.

## Situation
L'aérodrome est situé à 1 500 m au nord-est de Saint-Jean-en-Royans.

## Agrément
L'aérodrome de Saint-Jean-en-Royans fait partie de la liste no 3 (aérodromes agréés à usage restreint) des aérodromes autorisés au 31 janvier 2009.

## Infrastructures
L'aérodrome est doté d'une seule piste orientée 14/32 (QFU 143/323) de 667 m de long sur 50 m de large non revêtue.
L'aérodrome n'est pas agréé pour le VFR de nuit.
Seul le ravitaillement en AVGAS 100LL est possible sur demande. Il n'y a ni douanes, ni police, mais un SSLIA (Service de sauvetage et de lutte contre l'incendie des aéronefs) de niveau 1.
Pas de service de contrôle, le trafic s'effectue par la fréquence d'auto-information : 123,5 Mhz.
Le gestionnaire de l'aérodrome est l'aéroclub du Royans Vercors (ACRV).

## Rattachements
Saint-Jean-en-Royans est un petit aérodrome ne disposant pas de services de la DGAC. Pour l'information aéronautique, la préparation des vols et le dépôt des plans de vol il est rattaché au BRIA (Bureau régional d'Information aéronautique) de l'aéroport Lyon-Saint-Exupéry.

## Aéroclub
L'aéroclub du Royans Vercors (ACRV).